# اچ‌پی
اچ‌پی (به انگلیسی: HP Inc.) شرکت فناوری چندملیتی آمریکایی است که در زمینۀ طراحی، توسعۀ فناوری و تولید دستگاه‌‎های فتوکپی، رایانه‌های شخصی، دوربین‌ها، نمایشگرها، اسکنرها، چاپگرها و قطعات آنان؛ همچنین در زمینۀ ارائه خدمات چاپ سه‌بعدی فعالیت می‌کند. اچ‌پی در پالو آلتو واقع در کالیفرنیا مستقر است و از نوامبر سال ۲۰۱۵ پس از تجزیه شرکت هیولت پکرد به‌طور قانونی جانشین این شرکت در صنعت رایانه‌های شخصی، دستگاه‌های فتوکپی، اسکنر، دوربین، نمایشگر و چاپگر شد و هیولت پکرد انترپرایز مالک بقیهٔ بخش‌های شرکت پیشین گردید.
اچ‌پی در بورس سهام نیویورک به‌عنوان جزئی از شاخص اس‌اندپی ۵۰۰ فهرست شده‌‎است. این شرکت دومین شرکت برپایۀ فروش رایانه‌های شخصی پس از لنوو است. در فهرست ۲۰۲۳ فورچون ۵۰۰، اچ‌پی ۶۳مین ابرشرکت بزرگ آمریکا برپایۀ درآمد سالیانه بود.